# Aphamartania digna
Aphamartania digna là một loài ruồi trong họ Asilidae. Aphamartania digna được Pritchard miêu tả năm 1941. Loài này phân bố ở vùng Tân nhiệt đới.